# Три мајмуна (филм)
Три мајмуна (тур. Üç Maymun) је турски филм из 2008. режисера Нурија Билгеа Џејлана. Филм је био званична номинација Турске за Оскара за најбољи међународни филм на 81. додели, и ушао је у ужи избор у јануару, али није номинован за најужи избор.

## Прича
Арогантни и бескрупулозни турски политичар Сервет важи за фаворита на предстојећим изборима. Током ноћне вожње он губи концетрацију и убија пешака на приградским пут. Да би сачувао своју номинацију за политичку функцију, Сервет успева да изврши притисак на свог возача Ејуп да преузме кривицу и служи у затворску казну уместо њега, уз обећање богате финансијске накнаде и бриге о његовој породици. Док је Ејуп у затвору, његова супруга Хацер чак и не покушава да се обузда очигледно проблематичног сина Исмаила. Сервет непланирано губи изборе. Када Хацер ускоро дође у своју канцеларију, захтевајући плаћање обећаног новца, Сервет покушава да поврати самопоуздање и мушкост завођењем Хацер. Док се враћа пешке кући, нуди јој да је повезе.
Одређено време пролази, а Исмаил намерава да посети оца. Ствари се лоше окрећу када открије да му мајка има аферу са Серветом. Исмаил је пасиван. Након што је одлежао девет месеци у затвору, Ејуп је пуштен на слободу. Он осећа да су ствари „мало необичне” у његовом дому. Хацер је заљубљена у Сервета и инсистира на одржавању њихове афере. Сервет се не слаже. Те ноћи, Хацер и Ејуп су позвани у полицијску станицу и обавештени да је Сервет убијен. Полицајци испитују њих двојицу и Ејуп сазнаје да га је Хацер варао. Он пориче да зна било шта о томе. Исмаил признаје мајци да је убио Сервета. Ејуп се смирује када дође у посету џамији  После тога, Ејуп наставља да разговара са веома сиромашним човеком који ради и спава у чајџиници у суседству. Ејуп сиромашном човеку, Бајраму, износи исти предлог који му је Сервет изнео: да преузме одговорност за злочин који је починио његов син.

## Глумачка подела
- Јавуз Бингол као Ејуп
- Хатиџе Аслан као Хацер
- Ахмет Рифат Шунгар као Исмаил
- Ерцан Кесал као Сервет
- Цафер Косе као Бајрам
- Гуркан Ајдин као дете

## Пријем
Три мајмуна су добила позитивне критике критичара. На порталу Rotten Tomatoes филм има оцену „свеже” од 78%, на основу 58 рецензија, са просечном оценом 6,8/10. Критички консензус сајта гласи: „Истражујући ефекте породичног односа са олитичарем, ова криминална драма избегава да прикаже насилне исходе недела својих ликова, што резултира дуготрајно моћним филмом“. На Метакритику, филм има оцену 73 од 100, на основу критика 14 критичара, што указује на „генерално повољне критике“.

## Признања
Филм је премијерно приказан у конкуренцији на Филмском фестивалу у Кану 16. маја 2008, где је Џејлан десет дана касније освојила награду за најбољу режију. Такође је освојио и награду Златно сидро на Међународном филмском фестивалу у Хаифи. Филм је освојио награду за најбоље специјалне ефекте на Филмском фестивалу Златна наранџа, као и награду Сијад на Међународном филмском фестивалу Евроазије. На Осијановом филмском фестивалу Синефан филм је освојио награду за најбољу режију, а на фестивалу филмске камере „Браћа Манаки“ у Северној Македонији освојио је Мосфилмову награду и специјално признање. Џејлан је добио награду за достигнуће у режији на Asia Pacific Screen Awards, где је филм такође добио номинације за најбољи играни филм и достигнуће у кинематографији.

## Награде и фестивали
- Филмски фестивал у Кану 2008

Кандидатура за Златну палму
Награда за најбољу режију у Кану -Освојена-
- Оскар

Филм је уврштен у ужи избор 9 међународних филмова
- Друге награде

Друга додела Yeşilçam награде
- Најбољи филм -освојена награда-
- Најбољи режисер -освојена-
- Најбољи сценарио -освојена-
- Најбоља глумица -освојена-
- Најбољи глумац
- Најбољи споредни глумац
- Најбољи директор фотографије -освојена-
- Специјална награда за младе таленте -освојена-

41. додела Сијад награде
- Најбоља уметничка режија
- Најбоља играни филм -освојена награда-
- Најбољи менаџмент слике
- Најбољи сценарио
- Најбоља глумачки наступ
- Најбоља глумица -освојена-
- Најбољи споредни глумац -освојена-
- Најбољи режисер -освојена-
- Најбољи филм

Osian's Cinefan Film Festival
- Најбољи режисер -освојена награда-

Филмски фестивал у Хаифи
- Најбољи филм (Златни сидри) -освојена награда-

Asia Pasific Screen Awards
- Најбољи режисер -освојена награда-
- Најбољи филм
- Најбоља фотографија

Фестивал филмске камере Браћа Манаки
- Мосфилмове награде -освојене-
- Специјално помињање -освојена награда-